# Die Physiker
Die Physiker, laut Untertitel eine Komödie in zwei Akten, ist ein Drama des Schweizer Schriftstellers Friedrich Dürrenmatt. Es entstand im Jahr 1961 und wurde am 21. Februar 1962 unter der Regie von Kurt Horwitz im Schauspielhaus Zürich uraufgeführt. 1980 überarbeitete Dürrenmatt das Stück geringfügig für seine Werkausgabe.
Titelfiguren sind drei Physiker, die als Patienten in einer privaten psychiatrischen Klinik leben. Einer von ihnen hat eine Entdeckung gemacht, die die Gefahr der Vernichtung der Welt in sich birgt und damit zur Grundfrage des Stücks nach der Verantwortung der Wissenschaft führt. Dürrenmatt verknüpft diese Thematik mit seiner Dramentheorie, nach der jede Geschichte, ausgelöst durch den Zufall, die schlimmstmögliche Wendung nehmen müsse. Daher werden Die Physiker oft auch als Tragikomödie oder Groteske eingeordnet.
Bereits die Uraufführung der Physiker war ein Erfolg. In der folgenden Saison avancierte es zum meistgespielten Theaterstück im deutschen Sprachraum und gehört heute zu den größten deutschsprachigen Theatererfolgen nach dem Zweiten Weltkrieg.

## Inhalt
Im Mittelpunkt der Handlung stehen drei Physiker, die sich als Geisteskranke ausgeben. Der erste von ihnen behauptet, Albert Einstein zu sein, der zweite hält sich angeblich für Isaac Newton. Der dritte, Johann Wilhelm Möbius, hat die sogenannte Weltformel entdeckt, die in den falschen Händen zur Vernichtung der gesamten Menschheit führen könnte. Mit seiner Behauptung, ihm erscheine König Salomo, will er sich selbst unglaubwürdig machen und so dem Missbrauch seiner revolutionären Entdeckung vorbeugen. Newton und Einstein hingegen sind in Wahrheit Agenten rivalisierender Geheimdienste und haben sich nur ins Irrenhaus einweisen lassen, um an Möbius’ Erkenntnisse zu gelangen und diese für ihre Zwecke zu instrumentalisieren.
Die drei Physiker ermorden ihre Krankenschwestern, weil sie um ihre Geheimnisse fürchten. Als die Polizei zur Ermittlung der Todesfälle eintrifft, vernichtet Möbius seine Formel. Es gelingt ihm, auch seine beiden Kollegen davon zu überzeugen, ihr gefährliches Wissen zu verschweigen, damit die Welt vor dem Untergang bewahrt werde. Doch der Pakt der Physiker kommt zu spät. Mathilde von Zahnd, die missgestaltete Besitzerin und Chefärztin des Irrenhauses, hat bereits Möbius’ sämtliche Aufzeichnungen kopiert. Als die einzig wirklich Verrückte glaubt sie tatsächlich, im Auftrag König Salomos zu handeln, und will mit der Formel die Weltherrschaft erringen. Die Physiker aber, durch die von ihr eingefädelten Morde öffentlich als Verrückte gebrandmarkt, bleiben im Irrenhaus eingesperrt und haben keine Möglichkeit mehr, von Zahnds Pläne zu verhindern.

## Werkgeschichte

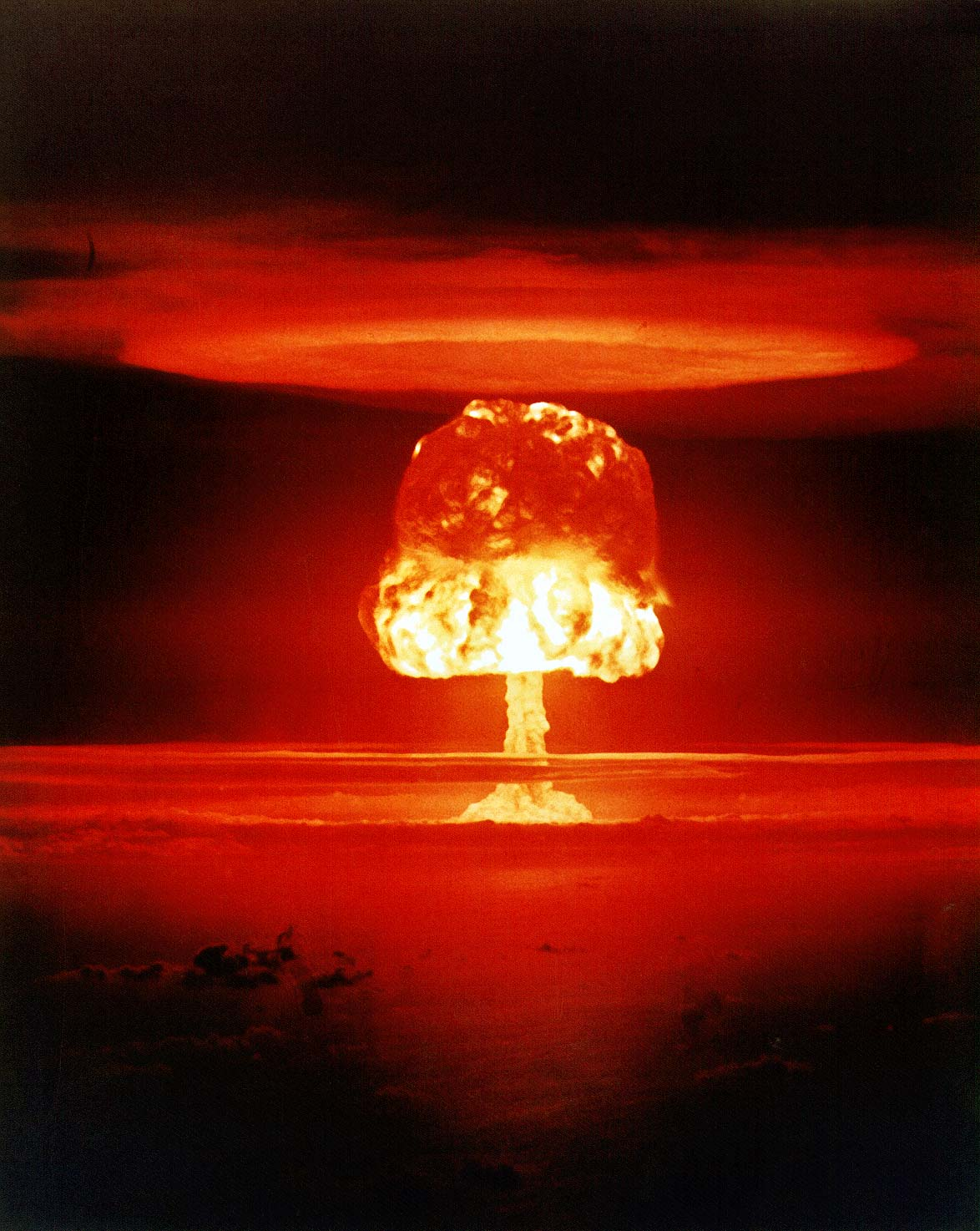
Wasserstoffbombe „Castle Romeo“ auf dem Bikini-Atoll, 1954

Die weltpolitische Lage der späten 1950er und frühen 1960er Jahre, der Zeit der Entstehung der Physiker, war geprägt vom Kalten Krieg zwischen den Großmächten der Vereinigten Staaten und der Sowjetunion. Die politische Lage und die Bedrohung durch einen Atomkrieg wurden verschärft durch den Bau der Berliner Mauer im Jahr 1961. Bereits im Jahr 1957 hatten sich 18 Atomforscher der Bundesrepublik mit der Erklärung der Göttinger Achtzehn gegen die militärische Nutzung der Atomkraft und eine Ausrüstung der Bundeswehr mit Atomwaffen gewandt. 1959 veröffentlichte Günther Anders seine „Thesen zum Atomzeitalter“, die in ähnlich pointierte Aussagen mündeten wie später Dürrenmatts „21 Punkte“ zu den Physikern: „Was jeden treffen kann, betrifft jeden.“
Auch bei Friedrich Dürrenmatt führten die 1950er Jahre zu einer Zunahme seines weltpolitischen Engagements. Mit der Schrift Theaterprobleme hatte er 1955 seine Theaterarbeit auf ein gesellschaftliches Fundament gestützt. Ein Vorläufer der Physiker lässt sich bereits im Kabarett-Sketch Der Erfinder ausmachen, den Dürrenmatt 1949 für das Cabaret Cornichon geschrieben hatte. Dort tritt ein Professor mit einer Miniaturbombe auf, die die gesamte Welt vernichten könnte. Er sichert jedoch den Weltfrieden, indem er sie im Dekolleté einer Dame versteckt.
1956 erschien Robert Jungks Buch Heller als tausend Sonnen, das die Entwicklung der Atombombe, das so genannte Manhattan-Projekt, und das Schicksal der beteiligten Forscher behandelte. Dürrenmatt verfasste im Dezember 1956 eine Literaturrezension dieses Buchs für Die Weltwoche, in der er Thesen entwickelte, die sich später in den Physikern wiederfinden. Er argumentierte dort, es gebe keine Möglichkeit, „Denkbares geheim zu behalten. Jeder Denkprozess ist wiederholbar.“ Das Problem der Atombombe könne nur international gelöst werden, „durch Einigkeit der Wissenschaftler.“ Denken werde in Zukunft immer gefährlicher, es sei aber unmöglich, „die Pflicht, ein Dummkopf zu bleiben, als ethisches Prinzip aufzustellen.“ Nachdem die Resolutionen der Wissenschaftler zu spät gekommen seien, „verfügen nun die [über die Atomkraft], die sie nicht begreifen.“
Sein Leben lang beschäftigte sich Dürrenmatt mit Erkenntnistheorie und den ethischen Fragen der Naturwissenschaften. Eine besondere Vorliebe verband ihn seit der Schulzeit mit der Physik und Mathematik. Allerdings gab er zu, in diesen Fächern „zu stümpern“, und erklärte: „Wohl lese ich mathematische oder physikalische Bücher, doch vermag ich ihren Inhalt bloß zu ahnen.“ Dürrenmatt pflegte persönlichen Kontakt zu Kernphysikern, so auch zu Konrad Bleuler, dessen Name in der Figur Herbert Georg Beutler anklingt.

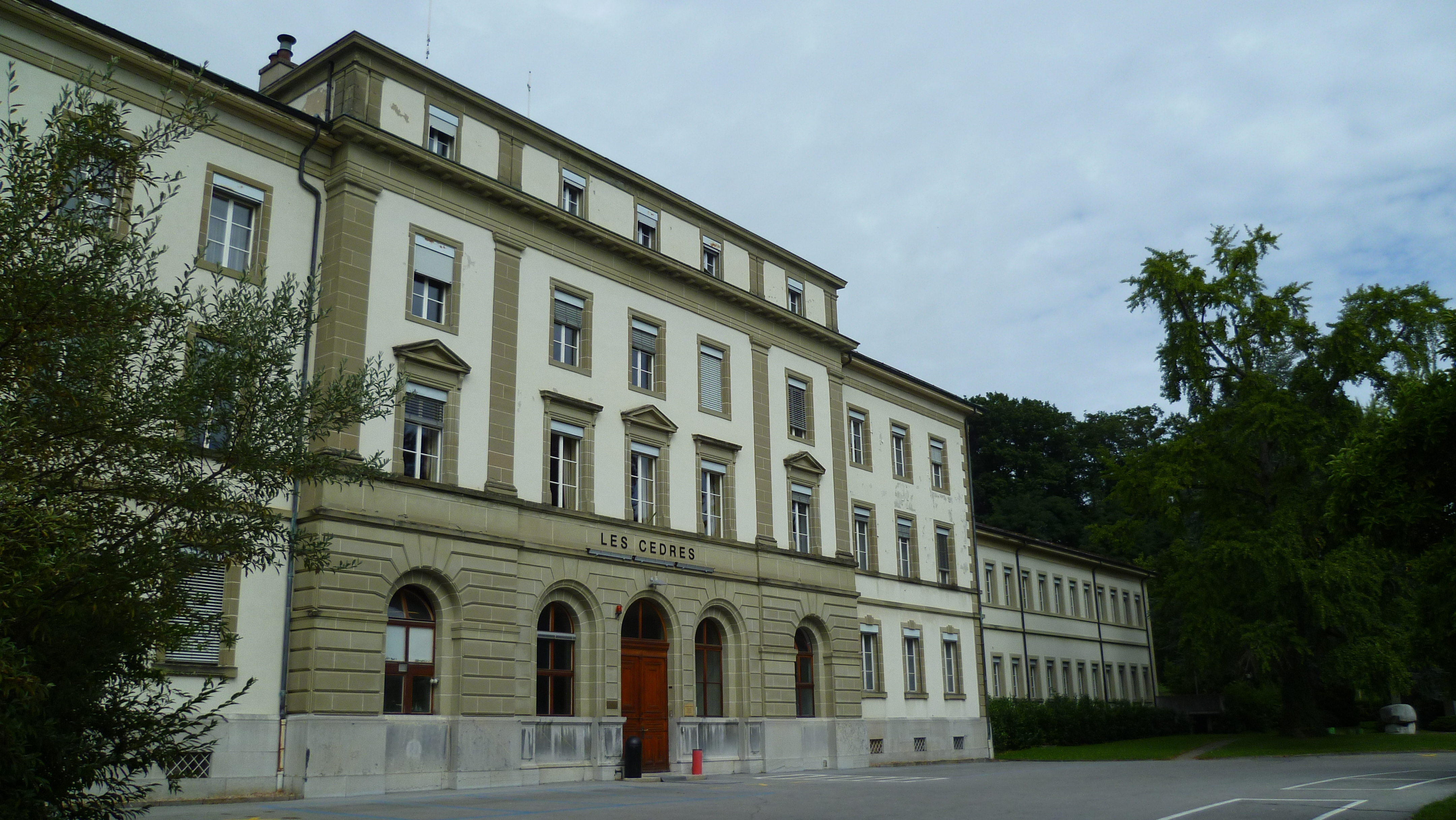
Psychiatrische Klinik Cery

Der Handlungsort der Physiker geht zurück auf Dürrenmatts Kenntnis der psychiatrischen Klinik Préfargier nahe seiner Heimatstadt Neuchâtel, die Dürrenmatt auch schon für einen Schauplatz seines Romans Das Versprechen benutzt hatte. In einer weiteren Klinik in Cery bei Lausanne, die von Hans Steck, dem Mann seiner Cousine, geleitet wurde, übernachtete Dürrenmatt im August 1950 auf einer Reise nach Sierre in den Wallis. In der autobiografischen Erzählung Der Rebell bezeichnete er die dortige Atmosphäre als prägend für die Physiker.

Dürrenmatt neben Therese Giehse (links) auf der Premierenfeier zu Frank der Fünfte (1959)

Über die Frage, warum die ursprünglich männliche Rolle des Anstaltsleiters auf eine Frau umgeschrieben wurde und welche Rolle dabei die von Dürrenmatt verehrte Schauspielerin Therese Giehse spielte, der das Stück gewidmet ist, gab der Autor verschiedene Antworten. Gegenüber Jürg Ramspeck berichtete er: „Ich habe in der Tat der Giehse den Entwurf der Physiker gezeigt, worauf die Giehse sagte, den Irrenarzt möchte sie spielen. So wurde eben eine Frau daraus.“ In einem Interview mit Urs Jenny betonte er dagegen: „Eigentlich ist nicht einmal die hübsche Anekdote wahr, ich hätte Therese Giehse zuliebe in den Physikern den Irrenarzt in eine Ärztin verwandelt. Die Änderung gab einen entscheidenden Kontrast, eine Spannung, die ich lange gesucht hatte.“ In einem Gespräch mit Fritz J. Raddatz führte er weiter aus: „Zuerst hatte ich einen Irrenarzt konzipiert. Dann begriff ich, daß der streng logischen Welt der drei Physiker nur eine verrückte Frau gegenüberstehen kann. Wie ein verrückter Gott, der sein Universum gestaltet“.
Dürrenmatt entwickelte seine Physiker im Jahr 1959 parallel zu den Arbeiten an Der Meteor und zur Erzählung Weihnacht. Unter dem Eindruck des Misserfolgs des Vorgängerstücks Frank der Fünfte plante Dürrenmatt, „ein vergleichsweise einfaches Stück zu schreiben.“ 1961 arbeitete Dürrenmatt das Stück aus, die Aufzeichnungen wurden um die Regieanweisungen der Uraufführung ergänzt und 1962 im Zürcher Arche Verlag veröffentlicht. Die 1980 im Rahmen der Werkausgabe im Diogenes Verlag publizierte „Endfassung“ unterscheidet sich nur in geringfügigen Details. In direktem Zusammenhang mit dem Stück steht das 1961 entstandene Gedicht Dramaturgischer Rat.

## Chronologische Analyse

### Akt 1

#### Einführung

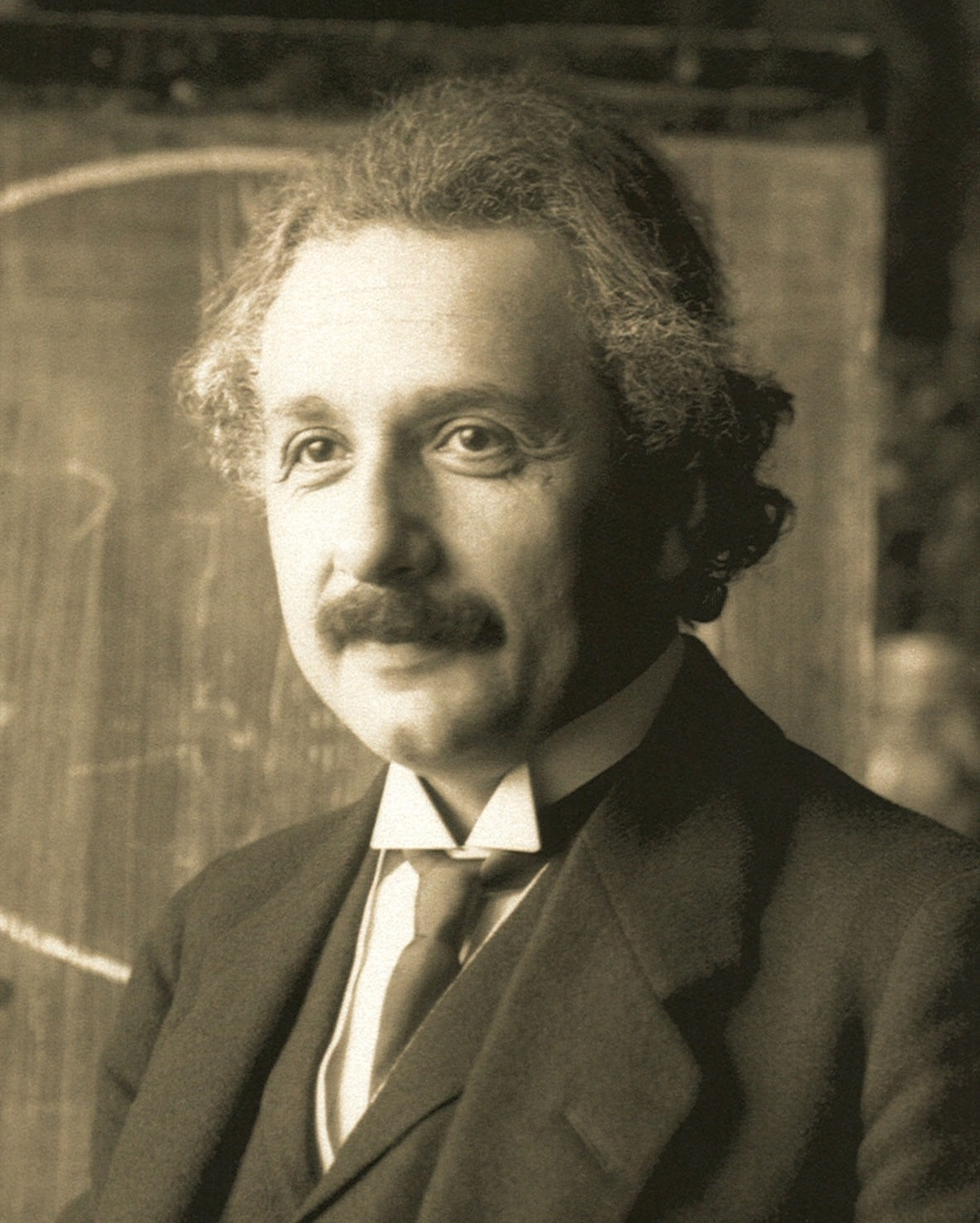
Albert Einstein 1921, Fotografie von Ferdinand Schmutzer

Das Stück spielt durchweg in der „Villa“ des Irrenhauses „Les Cerisiers“ (französisch für „Die Kirschbäume“), einem Block, in dem nur noch drei Patienten, die Physiker Newton, Einstein und Möbius behandelt werden. Die Kleinstadt, in der sich die Klinik befindet, scheint durch ihre ruhige Lage und die „blauen Berge“ im Hintergrund eine idyllische Umgebung zu bieten. Die dortige „bescheidene“ Universität, die Justizvollzugsanstalt und das „verlotterte“ Irrenhaus selbst jedoch vermitteln eher einen etwas dekadenten und kleinbürgerlichen Eindruck, was bereits auf den Unterschied zwischen äußerer Fassade und den dahinter verborgenen Problemen hinweist.

#### Gespräch zwischen Inspektor Voß und Oberschwester
Inspektor Voß kommt ins Sanatorium, um die Umstände des Todes der Krankenschwester Irene Straub zu klären, die offensichtlich von ihrem Patienten Einstein erdrosselt wurde. Während der Inspektor die Oberschwester zu dem Vorfall befragt, verbietet sie ihm nicht nur wie einem ungezogenen kleinen Jungen das Rauchen, sondern weist ihn auch ständig barsch zurecht, dass es sich bei Einstein keineswegs um einen Mörder, sondern um einen Kranken handle. Die Bewertungsmaßstäbe des Inspektors passen demnach gar nicht zu denen der Oberschwester, die Grenzen zwischen richtig und falsch werden verwischt. In den Augen der Oberschwester ist Voß ein bloßer Störenfried, der in die geordneten Abläufe des Irrenhauses eingreift. Den Tod der Krankenschwester stellt sie als nicht weiter besorgniserregend dar, der Mörder dagegen, den man nebenan Geige spielen hört, wird von ihr bedauert und vorerst vorm Verhör durch Voß geschützt, da Einstein sich zunächst „beruhigen“ müsse.

#### Gespräch zwischen Inspektor Voß und Newton

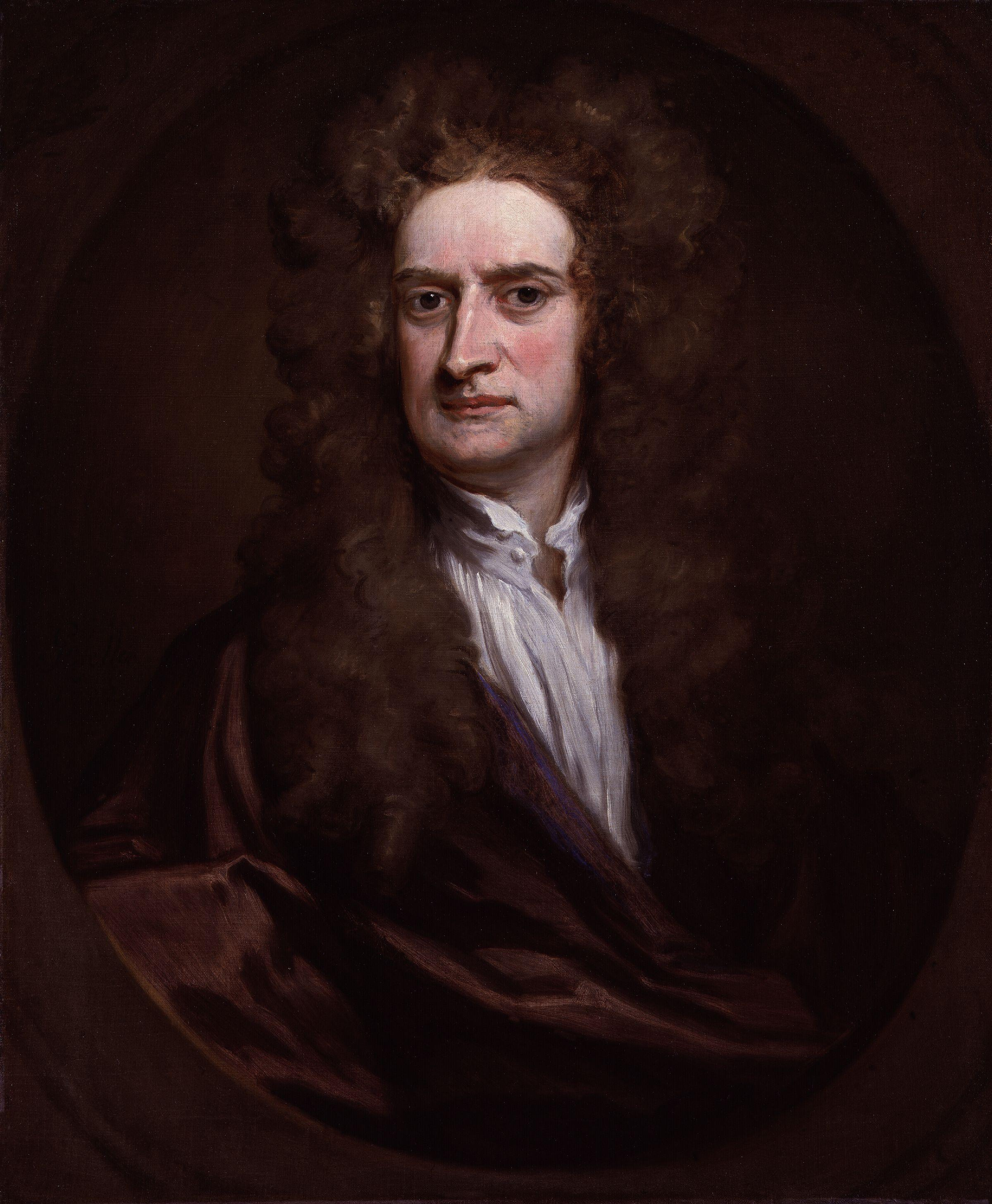
Isaac Newton in einem Porträt von Godfrey Kneller

Bereits drei Monate zuvor hatte auch Newton seine Pflegerin Dorothea Moser auf ähnliche Weise getötet. Auch damals konnte der Inspektor den Mörder aufgrund seiner vorgetäuschten Verrücktheit nicht festnehmen. Gemeinsam haben beide Fälle, dass die Täter von ihrer jeweiligen Krankenschwester geliebt wurden und gedrängt wurden, das Sanatorium mit ihnen zu verlassen, um draußen ein gemeinsames Leben zu beginnen. So kommt es, dass der Inspektor Newton nun einem zweiten Verhör unterziehen will. Der jedoch dreht den Spieß um, bringt das Gespräch auf ein völlig anderes Thema und Niveau und den Inspektor so in eine Situation, der er augenscheinlich nicht gewachsen ist. Voß wird gleichsam selbst zum „Täter“ und mit verrückten Befragungen völlig aus dem Konzept gebracht. Als er sich, immer nervöser werdend, eine Zigarette genehmigen will, erklärt ihm Newton, dass in der Klinik nur die Patienten, nicht aber deren Besucher rauchen dürften, und demonstriert so erneut den fragwürdigen und paradoxen Ordnungsbegriff dieser Institution. Der vorwurfsvolle Hinweis Newtons darauf, dass man zwar einen kleinen Mörder verurteile, den Erfinder der Atombombe jedoch nicht, unterstreicht diese widersprüchliche Moral als Kennzeichen einer bürgerlich grotesken Weltordnung.

#### Gespräch zwischen Inspektor Voß und Fräulein Mathilde von Zahnd
Als Voß die Anstaltsleiterin darüber informiert, dass auch Newton sich für Einstein halte, entgegnet ihm diese: „[…] für wen sich meine Patienten halten, bestimme ich“. Die Parallele zu Görings Aussage „Wer Jude ist, bestimme ich“, ist hier von Dürrenmatt wohl nicht ganz zufällig gewählt. Sie zeigt die Macht und Willkür der Anstaltsärztin und lässt sie zur Inkarnation des Bösen werden. Als Voß ihr klarmachen will, dass nach dem nunmehr zweiten Mord an einer Krankenschwester Sicherheitsmaßnahmen dringend erforderlich seien, suggeriert sie dem Inspektor, die Morde an den Krankenschwestern seien eine Folge der Deformation der Gehirne durch Radioaktivität. Da jedoch der dritte Insasse nicht mit Radioaktivität in Verbindung gekommen sei, gehe von ihm keine Gefahr aus. Außerdem mordeten Gesunde schließlich „auch und bedeutend öfter.“

#### Besuch von Frau Rose
Möbius bekommt nach 15 Jahren Psychiatrieaufenthalt wieder Besuch von seiner Frau Lina Rose, die sich inzwischen von ihm hat scheiden lassen. Sie wird begleitet von ihrem neuen Mann, Missionar Oskar Rose, und Möbius’ drei Kindern Adolf-Friedrich, Wilfried-Kaspar und Jörg-Lukas. Der erste Auftritt der Familie Rose dient als Einführung in die eigentliche Handlung und gibt Hintergrundinformationen zu seiner Familie und seinem beruflichen Werdegang. Seine scheinbare Verrücktheit bekräftigt Möbius zum einen durch sein äußeres Verhalten: Er gibt zunächst vor, seine Familie nicht zu erkennen, und setzt sich in einen umgedrehten Tisch, um einen „Psalm Salomos, den Weltraumfahrern zu singen“ zu rezitieren. Immer leidenschaftlicher und aberwitziger wird sein apokalyptischer Vortrag, bis er sich schließlich in einen Tobsuchtsanfall steigert und seine Familie unter Verwünschungen aus dem Zimmer treibt – eine inszenierte Maßnahme, mit der er versucht, den Kontakt zu seiner Familie endgültig abzubrechen (ohne ihr den Abschied unnötig schwer zu machen), sich den weiteren Aufenthalt in Les Cerisiers zu sichern und so die Welt vor den Folgen seiner Erfindung zu bewahren.
Der karikaturistisch überzeichnete Auftritt der Familie gibt sie der Lächerlichkeit preis. Der unbedingte Wunsch, den idyllischen äußeren Schein einer harmonischen Ehe und die bürgerlichen Konventionen wahren zu wollen, entlarvt deren Starrheit. Durch Frau Roses übertriebene Hingabe an ihren Ex-Gatten „Johann Wilhelmlein“ – sie hat einst nicht nur sein Studium finanziert, sondern bezahlt jetzt auch seinen Sanatoriumsaufenthalt – und durch ihre scheinbar selbstlose, frömmelnde Aufopferung für ihren neuen Mann, den Missionar, der weitere sechs Kinder mitbringt und somit weitere Opfer von Frau Rose fordern wird, führt sie das Gebot der christlichen Nächstenliebe ad absurdum und will im Grunde nur von allen bedauert werden.

#### Gespräch zwischen Möbius und Schwester Monika
Die Krankenschwester Monika Stettler gesteht Möbius ihre Liebe: sie glaube an ihn und den ihm erscheinenden König Salomo. Zunächst versucht er noch, ihr ihre Gefühle auszureden, da er es nicht riskieren kann, Kontakt mit der Außenwelt aufzunehmen. Als sie sich jedoch nicht beirren lässt und vorschlägt, ihn zu heiraten und eine Familie zu gründen, sieht Möbius die Geheimhaltung seiner Forschung gefährdet und erdrosselt seine Geliebte mit einer Vorhangkordel. Die erneute Wende, die diese Szene bringt, hat vorwiegend dramaturgische Funktion, denn der Tod der dritten Krankenschwester dient Fräulein Doktor von Zahnd dazu, Möbius vor aller Welt unglaubwürdig zu machen.

### Akt 2
Die ersten zwei Szenen des zweiten Akts wiederholen die Untersuchungsszenen des ersten Akts, jedoch mit „umgekehrten Verhältnissen“: Die äußere Handlung stimmt weitgehend mit der des ersten Akts überein, die Meinungen und Dialoge sind jedoch gespiegelt. – Die toten Krankenschwestern sind inzwischen durch kräftige männliche Pfleger ersetzt worden, allesamt Meister des Kampfsports.

#### Gespräch zwischen Inspektor Voß und Fräulein Mathilde von Zahnd
Der Inspektor, erneut zur Befragung erschienen, hat inzwischen die Ordnungsprinzipien des Irrenhauses akzeptiert und korrigiert sogar Fräulein von Zahnd: Sie spricht von Möbius als einem „Mörder“, er nur von einem „Täter“. Sie spielt die Verwirrte und zeigt sich von Möbius’ Verbrechen überrascht. Er lehnt die Verpflichtung zur Aufklärung ab und kapituliert vor einer Situation, die er ohnehin nicht ändern kann – Dürrenmatts ironische Empfehlung von Anpassung statt Widerstand als Kritik an einer Gesellschaft, die sich vor der Verantwortung drückt.

#### Gespräch zwischen Möbius und Fräulein Mathilde von Zahnd
Möbius redet sich wie zuvor mit dem Hinweis auf den König Salomo heraus, der ihm nicht nur zu seiner Genialität verholfen habe, sondern ihm auch erschienen sei, um ihm die Anweisung zum Mord zu erteilen. Obwohl seine Verrücktheit nur gespielt ist, glaubt ihm Fräulein von Zahnd – ein Zeichen ihrer immer klarer zu Tage tretenden eigenen Verrücktheit.

#### Gespräch zwischen den drei Physikern
1. Teil:
Die drei Physiker geben gegenüber ihren Mitbewohnern zu, dass sie in Wahrheit nicht verrückt sind. Newton heißt eigentlich Alec Jasper Kilton, ist der Begründer der „Entsprechungslehre“, hat sich als Agent (vermutlich bei der CIA) verpflichtet und steht für den kapitalistischen Westblock. Ähnlich Einstein, der in Wirklichkeit Joseph Eisler heißt, den „Eisler-Effekt“ entdeckt hat und für den kommunistischen Ostblock steht. Beide sind hinter den Arbeiten von Möbius her, der „das System aller möglichen Erfindungen“ und die sogenannte „Weltformel“ entdeckt zu haben glaubt und diese zu schützen versucht, indem er sich als Irrer hat einliefern lassen. Jeder der beiden Agenten will Möbius’ Forschungsergebnisse für sein Land ausspionieren. Beide ziehen ihre Pistole, erkennen jedoch die Sinnlosigkeit eines Duells, da beide gleich gut mit der Waffe umgehen können.
2. Teil:
Der Diskurs zwischen den Physikern über die Möglichkeit des wissenschaftlichen Forschens in der heutigen Welt ist der gedankliche Höhepunkt des Stücks. Dabei vertreten die Physiker folgende Positionen:
| Einstein (Eisler) | Newton (Kilton) |
| --- | --- |
| wollen Möbius für ihre jeweilige Regierung gewinnen | |
| - mahnt Möbius an seine Pflicht als Wissenschaftler, seine Entdeckungen der Menschheit zu übergeben - gibt zu, keinen wirklichen Einfluss auf seine politischen Auftraggeber zu haben - fordert statt Neutralität die Entscheidung für ein politisches System Fazit: Er kann keine Garantie für die Verwendung der wissenschaftlichen Ergebnisse übernehmen und schiebt die Verantwortung auf die Partei | - verlangt, als Genie müsse man sein Wissen, das Allgemeingut sei, für „Nicht-Genies“ preisgeben - versichert, die Freiheit der Physik solle bewahrt werden - lockt mit Nobelpreis - erklärt, die Wissenschaftler selbst seien nicht zuständig für die Verwendung ihrer Erkenntnisse Fazit: Er lehnt jegliche Verantwortung ab und schiebt sie auf die Allgemeinheit |
| Möbius | |
| will im Irrenhaus bleiben | |
| - entlarvt scheinbare Möglichkeiten einer freien Entscheidung als Sackgasse - fürchtet, Kiltons und Eislers Wege können nur in die Katastrophe führen - will verhindern, dass das Risiko des Untergangs der Menschheit in Kauf genommen wird Fazit: Er fordert die Zurücknahme der wissenschaftlichen Erkenntnisse                                                                                       | |

#### Ende
Als Möbius verrät, dass er seine Aufzeichnungen bereits verbrannt habe, erkennen die Agenten, dass ihre erneut aufflammende Rivalität sinnlos geworden ist. Möbius versucht, die beiden zunächst mit moralischen Gründen von der Notwendigkeit des Verbleibens in der Irrenanstalt zu überzeugen: Wissenschaft sei schrecklich geworden, Forschung gefährlich, deren Erkenntnisse tödlich. Als einzige verbleibende Möglichkeit sehe er die Kapitulation vor der Wirklichkeit und die Zurückhaltung seiner Erkenntnisse: „Nur im Irrenhaus dürfen wir noch denken. In der Freiheit sind unsere Gedanken Sprengstoff.“ Diese Überzeugungsarbeit fruchtet jedoch bei den Agenten nicht, sie wollen die Klinik trotzdem verlassen. Deshalb erinnert Möbius sie an ihre Morde: Falls sein Wissen an die Öffentlichkeit käme, wären die Morde vergeblich gewesen und aus den Opfern zum Schutze der Menschheit würden gewöhnliche Morde – und aus ihnen als Täter gewöhnliche Mörder. Er kann sie überzeugen, ihre Gefangenschaft als Sühne für die begangenen Morde anzusehen und so ihren Beitrag zur Rettung der Menschheit zu leisten. Der Ausgang des Theaterstücks scheint daher zunächst positiv: Die Helden opfern sich, die persönliche Schuld wird gesühnt, die gestörte Weltordnung scheint wiederhergestellt.
Fräulein von Zahnd lässt die Physiker von ihren Zimmern holen und entwaffnet die beiden Agenten. Sie erzählt, dass auch ihr der König Salomo seit Jahren erscheine und dass sie ihre Krankenschwestern absichtlich auf die drei Physiker angesetzt habe, sodass sie sterben mussten. Dadurch seien die Physiker als „Täter“ an die Anstalt gebunden worden, da sie außerhalb ja als „Mörder“ gelten würden. Fräulein von Zahnd klärt die drei darüber auf, dass sie Möbius’ sämtliche Manuskripte bereits vor deren Vernichtung kopiert und für sich bewahrt habe. Damit bewahrheitet sich auf banale Weise die Behauptung: „Was einmal gedacht wurde, kann nicht mehr zurückgenommen werden.“ Während die drei Physiker als vermeintlich Verrückte im Irrenhaus eingesperrt bleiben, wird die Anstaltsleiterin aus den Aufzeichnungen skrupellos Gewinn schlagen, ohne zu bedenken, welch große Gefahren in den neuen Technologien liegen – Technologien, die die ganze Menschheit vernichten können. Die von Dürrenmatt in seinen „21 Punkten“ erwähnte, dramaturgisch notwendige „schlimmstmögliche Wendung“ ist eingetreten.

#### Schlussmonologe
In drei abschließenden Monologen wenden sich Kilton, Eisler und Möbius direkt ans Publikum. Die beiden Geheimagenten schlüpfen wieder in die Rollen von Newton und Einstein und informieren in einem knappen Resümee über deren biographische Daten. Möbius identifiziert sich nun völlig mit dem König Salomo: „Ich bin der arme König Salomo.“
Das Ende erinnert an eine Gerichtsverhandlung, in der die Angeklagten das Schlusswort sprechen. Dabei symbolisieren sie drei Stufen des wissenschaftlichen Fortschritts:
- Newton steht für das klassische Ideal der Einheit der Wissenschaft. Die Resultate der Forschung stellen sich zu seiner Zeit noch als unzweifelhafte Erfolge und Fortschritte für die Menschheitsentwicklung dar, ohne dass ihre kritischen Folgen hinterfragt werden.
- Einstein befindet sich erstmals im Gewissenskonflikt, die Ergebnisse seiner Forschung nicht mehr kontrollieren zu können, im Dilemma zwischen Wissenschaft und Ethik. Er liebt die Menschen, doch empfiehlt er den Bau einer Massenvernichtungswaffe. Seine Forschung wird als Machtmittel eingesetzt. Auf sich alleine gestellt begreift Einstein die ethische Herausforderung, versagt aber vor ihr.
- Möbius symbolisiert die Zukunftsvision einer Wissenschaft und Menschheit im Endzeitstadium. Die Menschen haben die Welt durch ihre eigenen Erfindungen zerstört. Der einst reiche, weise und mächtige König Salomo ist arm und elend geworden. Wie er hat auch die Wissenschaft ihre ursprüngliche Kraft und Macht verloren. Sie hat ihre ethische Verantwortung zu spät erkannt und die Menschheit ins Elend geführt.[18]

## Gesamtinterpretation
Das Stück stellt die Frage nach der Ethik in der Wissenschaft und geht von der Erkenntnis aus, dass einmal Gedachtes oder Entdecktes nicht rückgängig gemacht werden könne. Newton (bzw. Beutler) und Einstein (bzw. Ernesti) vertreten zwei unterschiedliche Formen der Wissenschaft: Der eine repräsentiert die um ihrer selbst willen betriebene „reine Wissenschaft“, der andere die pragmatische, angewandte Wissenschaft. Aus beiden resultiert Wissen, das letztlich tötet. Beide scheitern. Möbius wählt als Lösung dieses Dilemmas den Weg des Rückzugs und der Isolation. Dass auch er letztlich scheitert, lässt die Schlussfolgerung zu, dass Wissenschaft zwangsläufig zum Negativen führt.
Man hat vermutet, dass Fräulein Doktor von Zahnd ebenfalls bloß eine Insassin des Irrenhauses sei und die Rolle der Ärztin nur spiele. Dem widerspricht allerdings die Tatsache, dass sie das Irrenhaus von ihrer Familie geerbt und ihr Geld in das Sanatorium investiert hat. Sie ist also tatsächlich die Besitzerin und Leiterin. Trotzdem ist ihr Wahnsinn offenkundig. Schließlich ist sie davon überzeugt, dass ihr der König Salomo erscheine und sie die Weltherrschaft übernehmen müsse.
Auch ob Newton und Einstein nur verrückt oder Agenten oder verrückte Agenten sind, ist von sekundärer Bedeutung. Primär ist die Erkenntnis, dass Wissenschaft immer auch in die falschen Hände gerät. Außerdem zeigt die Komödie, dass gemeinsame Probleme nur gemeinsam gelöst werden können. Die von Möbius gedachte Lösung, sich zu isolieren, ist zwecklos, da er durch Fräulein von Zahnd überlistet wird. Die drei Physiker bleiben zur Passivität verurteilt und können ihrem Dilemma nicht entkommen.
Als Möbius seiner Familie den (angeblich ebenfalls von Salomo suggerierten) Weltraumfahrerpsalm verkündet, betont er mit diesem leidenschaftlichen Credo, dass die Erde der einzige dem Menschen zur Verfügung stehende Lebensraum sei. Die Wissenschaft solle sich daher hüten, diesen einzigartigen Planeten zu gefährden, denn sonst werde die Menschheit in „den Wüsten des Mondes … im Staub versinken“, „in den Bleidämpfen des Merkurs verkochen“ oder „sich in den Ölpfützen der Venus auflösen“.

## Charakterisierung der wichtigsten Personen
Johann Wilhelm MöbiusEr hat als Physiker mehrere große Entdeckungen gemacht und die einheitliche Feldtheorie als Weltformel sowie „das System aller möglichen Erfindungen“ entwickelt. Da er sich der fatalen Folgen seiner Erfindungen bewusst ist und die Verantwortung dafür nicht übernehmen kann, stellt er sich wahnsinnig und lässt sich ins Irrenhaus einliefern, um die Menschheit nicht zu gefährden. Er gibt vor, seine Erfindungen von Salomo offenbart zu bekommen, der sich für ihn vom ehemals weisen Psalm-Dichter des Hohenliedes zum „armen König der Wahrheit“ gewandelt hat und „nackt und stinkend […] in [s]einem Zimmer [kauert]“. Der Psalm, den Möbius in einem umgedrehten Tisch hockend vorträgt, zeichnet ein düsteres Bild von den möglichen apokalyptischen Folgen wissenschaftlicher Erkenntnis. Beim Abschiedsbesuch seiner Ex-Frau Lina (die nun mit dem Missionar Rose verheiratet ist) gibt Möbius vor, sie und die drei gemeinsamen Söhne nicht zu erkennen, um es ihnen dadurch zu erleichtern, ihn zu vergessen. Wie sehr Möbius sich zur Rettung der Menschheit aufopfert, wird auch darin deutlich, dass er den Heiratsantrag von Schwester Monika ablehnt, die sein Spiel durchschaut hat. Obwohl er sie ebenfalls liebt, ermordet er sie, um nicht in „Freiheit“ zu kommen und mit seinen Erfindungen die Menschheit zu gefährden.
Da er fürchtet, von verschiedenen Mächten ausspioniert zu werden, verbrennt er seine wissenschaftlichen Manuskripte, ohne zu ahnen, dass die Anstaltsleiterin Fräulein Doktor von Zahnd bereits heimlich Kopien davon angefertigt hat. Sein Nachname beruht auf dem deutschen Mathematiker August Ferdinand Möbius.
Herbert Georg Beutler, genannt Newton, eigentlich Alec Jasper KiltonAuch er ist Physiker und gibt vor, verrückt zu sein. Später stellt sich heraus, dass er zugleich Agent eines nicht näher benannten westlichen Geheimdienstes ist. Um Möbius bespitzeln zu können, musste er eigens Deutsch lernen und sich als Sir Isaac Newton ausgeben. Er versucht Möbius zu überreden, für die Landesverteidigung seines westlichen Staates zu arbeiten. Er verspricht ihm den Nobelpreis und mahnt ihn an seine Pflicht, seine Entdeckungen der Menschheit zu übergeben. Eine Verantwortung des Wissenschaftlers für seine Entdeckungen lehnt er ab, stattdessen schiebt er die Verantwortung der Allgemeinheit zu.
Ernst Heinrich Ernesti, genannt Einstein, eigentlich Joseph EislerEr ist der dritte der drei angeblich „verrückten“ Physiker. Auch er ist Agent, repräsentiert den zweiten großen Machtblock des Kalten Kriegs und bespitzelte Möbius. Er fordert diesen auf, sich für einen der politischen Blöcke zu entscheiden und ihm zu dienen. Er gibt zu, als Wissenschaftler in seinem System nicht frei zu sein und keine Möglichkeit der politischen Einflussnahme zu haben, und kann daher auch keine Garantie für die moralische Verwendung wissenschaftlicher Ergebnisse geben. Letztlich schiebt er die Verantwortung auf die politischen Machthaber ab.
Fräulein Dr. h. c. Dr. med. Mathilde von ZahndDie 55 Jahre alte bucklige Irrenärztin, eine alte Jungfer, ist die Besitzerin und Leiterin des Sanatoriums und das letzte, scheinbar einzig normale Mitglied einer alten Adelsdynastie von reichen und bedeutenden Irren. Zunächst spielt sie die großzügige, menschliche Ärztin. Am Schluss fällt jedoch ihre Maske der scheinbar mütterlich fürsorglichen Samariterin, und sie gibt sich als eine machtbesessene, skrupellose, einzige wirklich Wahnsinnige zu erkennen. Dieser Wandel innerhalb des Dramas wird auch durch das zweimal wechselnde Porträt ihrer Vorfahren deutlich, denn jeder der drei porträtierten Vorfahren symbolisiert ihr Erscheinungsbild zum jeweiligen Zeitpunkt der Handlung. Mithilfe von Intrige und Manipulation hat sie sich Möbius’ genialer und gefährlicher Manuskripte bemächtigt und erweist sich als unkontrollierbare und bedrohliche dritte Macht.
Richard VoßEr ist der typische Kommissar in Hut und Mantel, ein erfahrener und gebildeter Mensch, der etwas überarbeitet und berufsmüde wirkt. Er versucht zunächst Gerechtigkeit durch die Bestrafung der Mörder herzustellen, scheitert dabei aber an den verrückten Ordnungsbegriffen des Irrenhauses. Im zweiten Akt hat er die irren Maßstäbe akzeptiert und kann so ganz entspannt darauf verzichten, den Mörder unbedingt verhaften zu müssen.
Monika StettlerSie ist (zum Zeitpunkt ihrer Ermordung) fünfundzwanzig Jahre alt und wird von der Chefärztin als ihre „beste Pflegerin“ geadelt. Sie ist eine junge, enthusiastische Krankenschwester, etwas naiv und allzu optimistisch. Voller Empathie versteht sie ihre Patienten. Trotzdem fühlt sie sich in ihrem Beruf ausgenutzt, denn sie muss sich auch für Menschen aufopfern, die ihr nicht wichtig sind. Romantisch wie sie ist, möchte sie nur für Menschen da sein, die sie liebt. Sie pflegt seit zwei Jahren nur noch den fast zwanzig Jahre älteren Johann Wilhelm Möbius, durchschaut schnell seine Tarnung als Irrer und verliebt sich in ihn. Sie hält ihn für ein verkanntes Genie und erträgt nicht, wie er ihrer Meinung nach sein Potential ungenutzt lässt. Ihm zuliebe will sie ihre Stelle aufgeben und hat schon ein gemeinsames Leben vorbereitet und seine weitere Karriere geplant. In ihrer Vorfreude und Begeisterung merkt Monika nicht, wie wenig Möbius von ihren Plänen angetan ist. So fühlt er sich schließlich gezwungen, sie zu ermorden, um seine Erfindungen geheim zu halten. Ihre Liebe ist primär egoistischer Natur, deutlich wird es in ihrer zweimaligen Formulierung „Ich will“.
„Mithilfe der Figur der Schwester Monika setzt sich Dürrenmatt kritisch mit herrschenden gesellschaftlichen Wertvorstellungen auseinander. Gerade die auf den ersten Blick positive, weil sozial handelnde und zur Liebe fähige Persönlichkeit Schwester Monikas entpuppt sich als egoistischer Charakter, der blind für die Warnungen der Umwelt ist.“ (Möbius zu Monika: „Sie rennen in ihr Verderben“).

## Anwendung von Dürrenmatts Dramentheorie

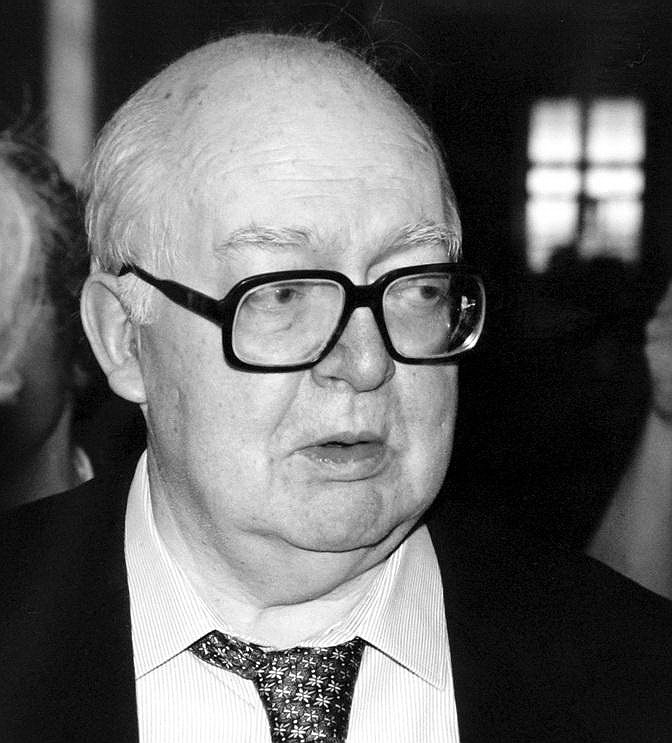
Friedrich Dürrenmatt 1989

Im zweiten Akt wendet Dürrenmatt seine Dramentheorie an: „Die schlimmstmögliche Wendung, die eine Geschichte nehmen kann, ist die Wendung in die Komödie“. Über die Probleme der modernen Gesellschaft könne man sich seiner Meinung nach nur noch lustig machen – da das Sterben zur Massenerscheinung geworden sei, wäre die Tragödie nicht mehr interessant. Komisch sind dabei nicht die Dialoge, sondern die groteske Situation. Diese grotesken Ereignisse legt er an den wichtigsten Stellen im Buch dar (Irrenärztin ist die einzige Irre im Alten Bau; eine gepflegte kleinbürgerliche Stadt neben einer Strafanstalt im Sumpf).
Im Anhang der Komödie finden sich die „21 Punkte zu den Physikern“, welche wie folgt lauten:
1. Ich gehe nicht von einer These, sondern von einer Geschichte aus.
2. Geht man von einer Geschichte aus, muss sie zu Ende gedacht werden.
3. Eine Geschichte ist dann zu Ende gedacht, wenn sie ihre schlimmstmögliche Wendung genommen hat.
4. Die schlimmstmögliche Wendung ist nicht voraussehbar. Sie tritt durch Zufall ein.
5. Die Kunst des Dramatikers besteht darin, in einer Handlung den Zufall möglichst wirksam einzusetzen.
6. Träger einer dramatischen Handlung sind Menschen.
7. Der Zufall in einer dramatischen Handlung besteht darin, wann und wo wer zufällig wem begegnet.
8. Je planmäßiger die Menschen vorgehen, desto wirksamer vermag sie der Zufall zu treffen.
9. Planmäßig vorgehende Menschen wollen ein bestimmtes Ziel erreichen. Der Zufall trifft sie immer dann am schlimmsten, wenn sie durch ihn das Gegenteil ihres Ziels erreichen: Das, was sie befürchteten, was sie zu vermeiden suchten (z. B. Ödipus).
10. Eine solche Geschichte ist zwar grotesk, aber nicht absurd (sinnwidrig).
11. Sie ist paradox.
12. Ebenso wenig wie die Logiker können die Dramatiker das Paradoxe vermeiden.
13. Ebenso wenig wie die Logiker können die Physiker das Paradoxe vermeiden.
14. Ein Drama über die Physiker muss paradox sein.
15. Es kann nicht den Inhalt der Physik zum Ziel haben, sondern nur ihre Auswirkungen.
16. Der Inhalt der Physik geht die Physiker an, die Auswirkungen alle Menschen.
17. Was alle angeht, können nur alle lösen.
18. Jeder Versuch eines Einzelnen, für sich zu lösen, was alle angeht, muss scheitern.
19. Im Paradoxen erscheint die Wirklichkeit.
20. Wer dem Paradoxen gegenübersteht, setzt sich der Wirklichkeit aus.
21. Die Dramatik kann den Zuschauer überlisten, sich der Wirklichkeit auszusetzen, aber nicht zwingen, ihr standzuhalten oder sie gar zu überwältigen.

## Aufbau
Dürrenmatt teilt das Theaterstück in zwei Akte auf. Hierbei stellt der zweite Akt eine Umkehrung des ersten Aktes dar. Diese Beobachtung kann man an mehreren Aspekten belegen. Zum einen weisen die Anfangsszenen von Akt 1 sowie 2 eine Reihe von Parallelen auf. Die Situation der erdrosselten Krankenschwester ist dieselbe, das Leitmotiv des Rauchens und Trinkens wird wieder aufgegriffen und dieselben Handlungen treten auf (das Fotografieren des Tatbestandes). Die Umkehrfunktion des zweiten Aktes wird durch die veränderte Charakterzeichnung der agierenden Charaktere deutlich. Der Inspektor, der zu Anfang des Stückes keine Wertevorstellungen besaß (Leitmotiv des Rauchens), hat diese Werte nun auswendig gelernt. Er verkörpert sie jedoch nicht und entzieht sich der Verantwortung, die der Staat für den Patienten Möbius hat, indem er sein Schicksal Doktor Zahnd überlässt. Auch Fräulein Doktor von Zahnd ist verkehrt gezeichnet. Die Philanthropin, als die sie sich im ersten Akt selbst beschrieb, wird von ihrem wahren Ich ersetzt. Dadurch leitet der Akt auf den Enthüllungsmonolog der Zahnd hin, der die „schlimmstmögliche Wendung“ einleitet. Die Paradoxie der verrückten Ärztin und der genialen Patienten wird ironisch herausgestellt und unterstreicht die Groteske der eintretenden Katastrophe. Hier ruft Dürrenmatt seinen Leser zur kritischen Reflexion, vor allem über den ersten Akt, auf und bereitet die „schlimmstmögliche Wendung“ vor. Er zeichnet verschiedene Repräsentanten; Frau Rose (repräsentativ für das Bildungsbürgertum), Missionar Rose (repräsentativ für die Kirche), sowie den Inspektor (repräsentativ für den Staat), die sich der Verantwortung entziehen. Im zweiten Akt wird die Situation umgekehrt und die wahren Umstände werden deutlich, die zur Katastrophe führen.

## Rezeption

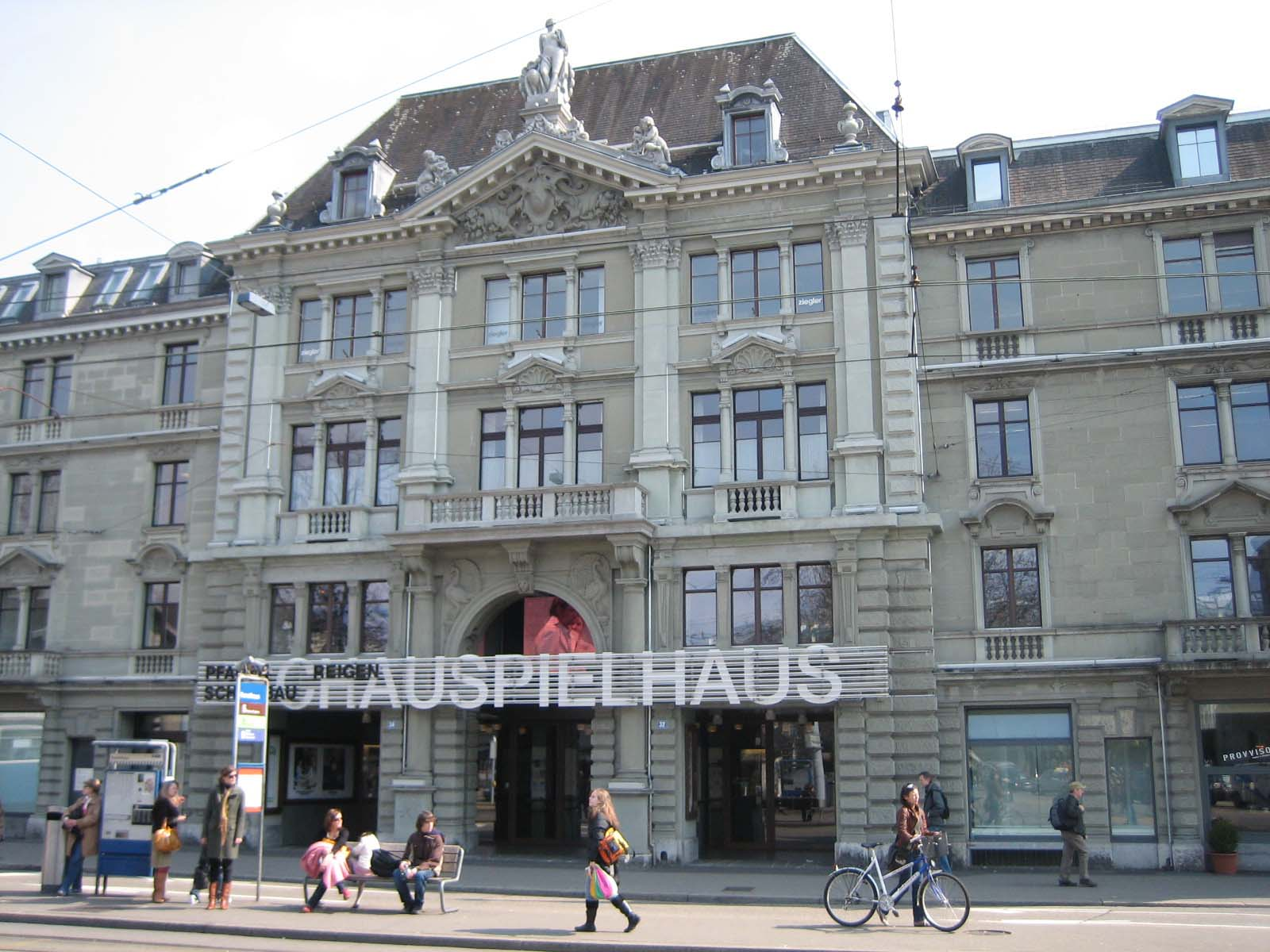
Schauspielhaus Zürich, in dem Die Physiker uraufgeführt wurden

Die Uraufführung der Physiker wurde zum „Theatererfolg der Saison“. Unter der Regie von Kurt Horwitz spielten Hans Christian Blech (Möbius), Gustav Knuth (Newton) und Theo Lingen (Einstein) die drei Physiker; Therese Giehse stellte die Mathilde von Zahnd dar. Bereits der Andrang des Premierenpublikums war so groß, dass die „Uraufführung“ am Schauspielhaus Zürich an drei Abenden gegeben wurde, beginnend mit der eigentlichen Premiere am 21. Februar 1962 (in manchen Publikationen wird auch der 20. Februar 1962 genannt). Das ehemalige „Enfant terrible“ Friedrich Dürrenmatt war nach Auffassung Rudolf Stickelbergers in der Schweiz salonfähig geworden und in Mode gekommen, und es herrschte ein starkes Bedürfnis, den im Ausland bereits ausgezeichneten Dramatiker auch in seiner Heimat Anerkennung zu gewähren. „[S]eine Physiker wären am Zürcher Schauspielhaus nicht einmal durchgefallen, wenn sie es verdient hätten.“
Irma Voser urteilte über die Premiere: „Blickt man auf den Abend zurück, so gewinnt man den Eindruck, ein erstaunliches Werk kennengelernt zu haben. […] Eine Folge von Szenen spielt sich vor uns ab, in denen Dämonisches und Groteskes, kühle Argumentation und skurrile Effekte, vordergründige Kreatürlichkeit und beängstigende Spekulationen in reichster Stufung wechseln und ineinandergreifen. Was Dürrenmatt hier aus den Markierungen gewinnt, wie er etwa das Geigenspiel Einsteins einsetzt, wie er die Positionen fortlaufend vertauscht: das ist nicht nur virtuos, es ist einzigartig.“ Ivan Nagel befand, die Handlung überrolle den Zuschauer: „Was in einem Augenblick trivial oder geschmacklos klingt […], wird im nächsten mit verblüffender Vehemenz aufgehoben. […] Der Abend schließt als eine Bestätigung von Dürrenmatts extravaganter Kraft und Originalität.“
Trotz des großen Publikumserfolges erntete Dürrenmatt auch Kritik. Joachim Kaiser sah zwar in einem Thema, „wo mit vernünftigen Leitartikeln wenig zu erreichen ist, […] des Autors wagemutige Brillanz“ triumphieren. Doch er bezweifelte die langfristige Bedeutung der Physiker: „Dürrenmatts Atomstück ist weitergekommen, als irgendein Atomstück vorher. Daß es trotzdem nur ein lustig, skurriles Zeitstück blieb, nur ein Versuch, nur eine Komödie für ein paar Jahre, sollte man ihm nicht vorwerfen.“ Noch weiter ging Friedrich Lufts Kritik, die sich vor allem gegen die tragische Wendung des zweiten Aktes richtete: „Dürrenmatt, sonst dem Klischee fleißig Hiebe verteilend, verfällt dem Klischee. Er entwertet seine Moral, indem er plötzlich direkt moralisiert. Er tut es nunmehr ohne die Verkleidung des Ulkes. Und siehe, der Spaß weicht von der Bühne. Aber ernst wird es eigentlich auch nicht. Der Stückschreiber gerät unter sein listiges Niveau. […] Das große wirre Gelächter, das er anstimmen wollte, erstirbt ihm selbst. Das so grandios aufgeworfene Stück Theater vermindert sich, weil Dürrenmatt den Mut zum letzten Übermut doch nicht findet. […] Schade!“
Von solcher Kritik unbeeindruckt wurden Die Physiker nach der deutschen Erstaufführung in München am 22. September 1962 in der Spielzeit 1962/63 mit insgesamt 1598 Aufführungen zum meistgespielten Stück an deutschsprachigen Bühnen vor Max Frischs Andorra mit 934 Aufführungen. Noch Jahrzehnte nach seiner Entstehung gehören Die Physiker neben Der Besuch der alten Dame und Der Meteor zu den am häufigsten aufgeführten Stücken Dürrenmatts. So waren Die Physiker in den Spielzeiten 1982/83 und 1983/84 das meistgespielte Stück an Theatern der Bundesrepublik Deutschland.
Auch im nicht-deutschsprachigen Ausland wurde das Stück zum Publikumserfolg. In London feierte die Übersetzung The Physicists von James Kirkup in einer Inszenierung von Peter Brook im Aldwych Theatre der Royal Shakespeare Company am 9. Januar 1963 Premiere und wurde ein großer Bühnenerfolg. Am New Yorker Broadway wurde das Stück am 13. Oktober 1964 erstmals aufgeführt. Zwar empfahl die amerikanische Theaterkritik den Besuch des „zu komplexen“ Stückes lediglich „dem intellektuellen Publikum“, doch wurden The Physicists auch in New York zum Publikumserfolg der Saison.
1973 inszenierte Friedrich Dürrenmatt sein Stück selbst in einer Produktion des Schweizer Tournee-Theaters. Das Publikum feierte Dürrenmatts Inszenierung mit Ovationen. Irma Voser urteilte über Dürrenmatts Regie allerdings: „Die Inszenierung erntete zwar reichen Beifall, der vor allem Charles Regnier auszeichnete, aber sie blieb hinter Dürrenmatts Partitur zurück: eine sorgfältige, jedoch mäßige Adaption […]“.
In der Rezeption der Literaturwissenschaft wurden Die Physiker oft mit Bertolt Brechts Leben des Galilei verglichen. Manfred Durzak sah Dürrenmatts Stück als eine „Zurücknahme von Brechts Galilei“: „Die Zukunftsperspektive, die in Brechts Galilei dadurch hineinkommt, daß die objektive Weiterentwicklung der Wissenschaft garantiert ist, weicht bei Dürrenmatt völliger Hoffnungslosigkeit.“ Auch Franz Norbert Mennemeier zog diesen Vergleich, und er sah in Dürrenmatts Stück „[d]as Ende einer Epoche. […] Was der Stolz des 19. Jahrhunderts war: die Naturwissenschaft mitsamt dem Fortschrittsglauben, das dankt hier in aller Form ab.“ Für Urs Jenny hat Dürrenmatt in Die Physiker „jenen Dramentypus gefunden, der der ausweglosen Situation der Physik adäquat ist, weil er erlaubt, diese Ausweglosigkeit spannungsvoll zu enthüllen: die Situations-Komödie.“

## Adaptionen

### Hörspiel
1963 entstand eine Hörspielumsetzung von Schweizer Radio DRS. Unter der Regie von Alfons Hoffmann sprachen unter anderem Tilli Breidenbach, Hans-Christian Blech, Hanns Ernst Jäger und Bruno Hübner.

### Fernsehspiel
1962 wurde die Inszenierung der Uraufführung in einem Fernsehfilm für die SRG festgehalten. Unter der Regie von Kurt Horwitz spielte die Besetzung der Uraufführung (Therese Giehse, Hans Christian Blech, Gustav Knuth und Theo Lingen). 1964 produzierte der Süddeutsche Rundfunk ein von Friedrich Dürrenmatt nach seiner Theatervorlage bearbeitetes Fernsehspiel (siehe Die Physiker). Die Regie führte Fritz Umgelter. Neben Therese Giehse und Gustav Knuth spielten Kurt Ehrhardt und Wolfgang Kieling.

### Oper
Andreas Pflüger komponierte nach dem Bühnenstück Die Physiker eine gleichnamige Oper, die im Jahr 2000 in der Tschechischen Staatsoper in Prag uraufgeführt wurde.

### Comic
Benjamin Gottwald setzte Die Physiker als Comic um. Die Adaption ist 2018 im Verlag Büchergilde Gutenberg erschienen.

### Textausgaben
- F. Dürrenmatt: Die Physiker. Arche, Zürich 1962.
- F. Dürrenmatt: Die Physiker. Diogenes Verlag, Neufassung 1980, ISBN 3-257-23047-8.

### Hörbuch
- Friedrich Dürrenmatt: Die Physiker. Christoph Merian Verlag, Basel 2009, ISBN 978-3-85616-413-3.

### Sekundärliteratur
- Friedrich Dürrenmatt: Theaterprobleme. 3. Auflage. Verlag Die Arche, Zürich 1955.
- Heinz Ludwig Arnold: Friedrich Dürrenmatt: Die Physiker. Materialien. Klett, Stuttgart 1980, ISBN 3-12-356100-3.
- Manfred Eisenbeis: Friedrich Dürrenmatt: Die Physiker. Klett, Stuttgart 2009, ISBN 978-3-12-923035-0.
- Oskar Keller: Friedrich Dürrenmatt: Die Physiker. Oldenbourg, München 1998, ISBN 3-486-88617-7.
- Gerhard P. Knapp: Friedrich Dürrenmatt: Die Physiker. Diesterweg, Frankfurt am Main 1997, ISBN 3-425-06079-1.
- Jan Knopf: Apokalyptisches Narrenspiel. In: Dramen des 20. Jahrhunderts. Band 2. Reclam, Stuttgart 1996, ISBN 3-15-009461-5, S. 109–125.
- Bernd Matzkowski: Friedrich Dürrenmatt: Die Physiker. (= Königs Erläuterungen. Textanalyse und Interpretation, 368). C. Bange Verlag, Hollfeld 2011, ISBN 978-3-8044-1921-6.
- Hans Mayer: Brecht und Dürrenmatt oder Die Zurücknahme. In: Hans Mayer: Frisch und Dürrenmatt. Suhrkamp, Frankfurt am Main 1992, ISBN 3-518-22098-5, S. 17–40.
- Franz-Josef Payrhuber: Friedrich Dürrenmatt: Die Physiker. (= Reclams Universal-Bibliothek. 15302; = Lektüreschlüssel für Schüler). Reclam, Stuttgart 2001, ISBN 3-15-015302-6.
- Alexander Ritter: Friedrich Dürrenmatt: Die Physiker. Erläuterungen und Dokumente. Reclam, Stuttgart 1991, ISBN 3-15-008189-0.
- Sandra K.: Erschriebene Labyrinthe bei Friedrich Dürrenmatt. GRIN, München 2016, ISBN 978-3-668-29881-1, S. 19–23.